# Розенгольм (замок)
Замок Розенгольм (дан. Rosenholm Slot) — найстаріший родинний замок Данії та є одним із таких комплексів, що збереглись найкраще з 1550–1630 років.

## Історія та опис
Замок було закладено 1559 данським аристократом Йоргеном Розенкранцом. Його родина є однією з найстаріших та найвідоміших у данській історії. Шекспір використав їхнє ім'я у п'єсі Гамлет.
1607 року замок було розширено та переобладнано під впливом італійського ренесансу. Інтер'єр замку було змінено у 1740-их роках у стилі бароко, у ті ж часи було закладено великий сад площею 5 гектарів.